# Viguierella
Viguierella là một chi thực vật có hoa trong họ Hòa thảo (Poaceae).

## Loài
Chi Viguierella gồm các loài: